# Christopher Pousa
Christopher Pousa Braganza (29 giugno 1992) è un ex calciatore andorrano, di ruolo centrocampista.